# Wilhelm Prausnitz
Wilhelm Prausnitz (* 1. Januar 1861 in Glogau (Schlesien); † 11. September 1933 in München) war ein deutscher Mediziner und Hygieniker.

## Leben und Wirken
Der Vater, Ferdinand Prausnitz, war Stadtverordneter in Glogau. Sohn Wilhelm besuchte in Breslau das Maria-Magdalenen-Gymnasium, das er 1879 (zusammen mit Siegfried Czapski, Richard Reitzenstein sowie Felix Skutsch) mit dem Abitur verließ. Anschließend studierte er in Heidelberg, Leipzig, Freiburg und Breslau. Nach dem Staatsexamen war er für ein Jahr Assistent an dem Pathologisch-anatomischen Institut in München unter Otto von Bollinger. Hier promovierte er auch 1885 mit einer Arbeit über pathologische Pigmentierung. Unter Carl Flügge arbeitete Prausnitz bis 1886 am Hygienischen Institut in Göttingen; anschließend ging er wieder nach München an das dortige Hygienische Institut unter der Leitung von Max von Pettenkofer. Von 1888 bis 1894 war er Assistent unter Carl von Voit am Physiologischen Institut in München. Nachdem Prausnitz sich 1890 habilitiert hatte, folgte er 1894 dem Ruf nach Graz und übernahm als außerordentlicher Professor die Nachfolge von Max von Gruber am Hygienischen Institut, dem 1897 die Staatliche Lebensmittel-Untersuchungsanstalt angegliedert wurde. 1899 wurde Prausnitz zum ordentlichen Professor ernannt und 1907 wurde auch die bakteriologische Untersuchungsstelle seiner Aufsicht unterstellt.
1892 untersuchte er das Essen in Fabrikkantinen und in Krankenhäusern und setzte sich für Probleme in der Sozialhygiene ein. Dazu gehörte auch die Ursachenforschung der Säuglingssterblichkeit. Er bearbeitete Fragen, die sich mit den hygienischen Anforderungen an das Wohnen und an Wohnungen beschäftigten.  Zum Ende seiner Zeit in München hatte sich Prausnitz mit dem Einmünden der städtischen Kanalisation in die Isar befasst. In Graz wurde er erneut mit Problemen der Abwasserbeseitigung konfrontiert. Die Fragen der Städtehygiene in den schnell wachsenden Städten waren intensive Arbeitsgebiete. Dazu gehörten die Bakteriologie, Immunität, Desinfektion und die Seuchenbekämpfung. In der Praxis bewährte sich seine  Vielseitigkeit auch bei der Konstruktion verschiedener Hilfsmittel und Apparate für Laborarbeiten. Unter seinen etwa 120 Aufsätzen finden man Themen wie  Mortalität und Morbidität im Kindesalter, Aufgabe der Bauordnungen, Arbeiterwohnungen, Desinfektion, Die Hygiene des Bodens und Wohnungshygiene. Sein Lehrbuch Grundzüge der Hygiene erreichte zwölf Auflagen innerhalb von 30 Jahren.  Wilhelm Prausnitz stand dem Hygiene-Institut in Graz bis 1932 vor. Zu den Ehrungen, die ihm zuteilwurden, gehört auch die Verleihung der Titel Hofrat und Edler.